# NGC 3938
NGC 3938 est une galaxie spirale relativement rapprochée et située dans la constellation de la Grande Ourse. NGC 3938 a été découverte par l'astronome germano-britannique William Herschel en 1788.

## Caractéristiques
La classe de luminosité de NGC 3938 est III et elle présente une large raie HI. Elle renferme également des régions d'hydrogène ionisé.

### Distance
Sa vitesse par rapport au fond diffus cosmologique est de 1 037 ± 16 km/s, ce qui correspond à une distance de Hubble de 15,3 ± 1,1 Mpc (∼49,9 millions d'al).
À ce jour, huit mesures non basées sur le décalage vers le rouge (redshift) donnent une distance de 12,694 ± 7,807 Mpc (∼41,4 millions d'al), ce qui est à l'intérieur des valeurs de la distance de Hubble. Puisque cette galaxie est relativement rapprochée du Groupe local, il est probable que cette valeur soit plus près de la distance réelle de NGC 3938. Notons que c'est avec la valeur moyenne des mesures indépendantes, lorsqu'elles existent, que la base de données NASA/IPAC calcule le diamètre d'une galaxie.

### Luminosité dans l'infrarouge
La luminosité de la galaxie NGC 3938 dans l'infrarouge lointain (de 40 à 400 µm)  est égale à 7,08 × 109 {\displaystyle L_{\odot }} (109,85{\displaystyle L_{\odot }}) et sa luminosité totale dans l'infrarouge (de 8 à 1 000 µm) est de 8,51 × 109 {\displaystyle L_{\odot }} (109,93{\displaystyle L_{\odot }}).

### Galaxie isolée
La base de données NASA/IPAC indique que NGC 3938 est possiblement une galaxie du champ, c'est-à-dire qu'elle n'appartient pas à un amas ou un groupe et qu'elle est donc gravitationnellement isolée. Deux auteurs placent cependant cette galaxie dans un groupe (voir prochaine section).

## Morphologie

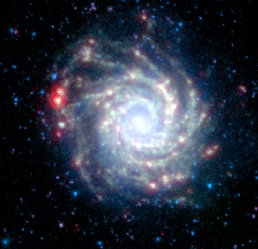
NGC 3938 en infrarouge Spitzer par K. Gordon du STSci eet de l'équipe SINGS.
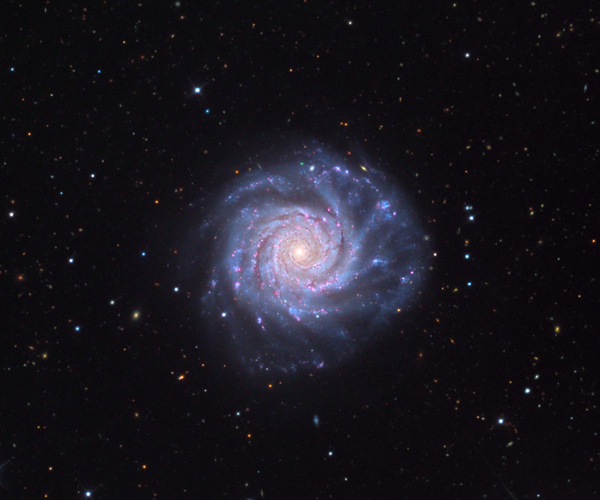
NGC 3938 par Adam Block (Observatoire du mont Lemmon/Université de l'Arizona).
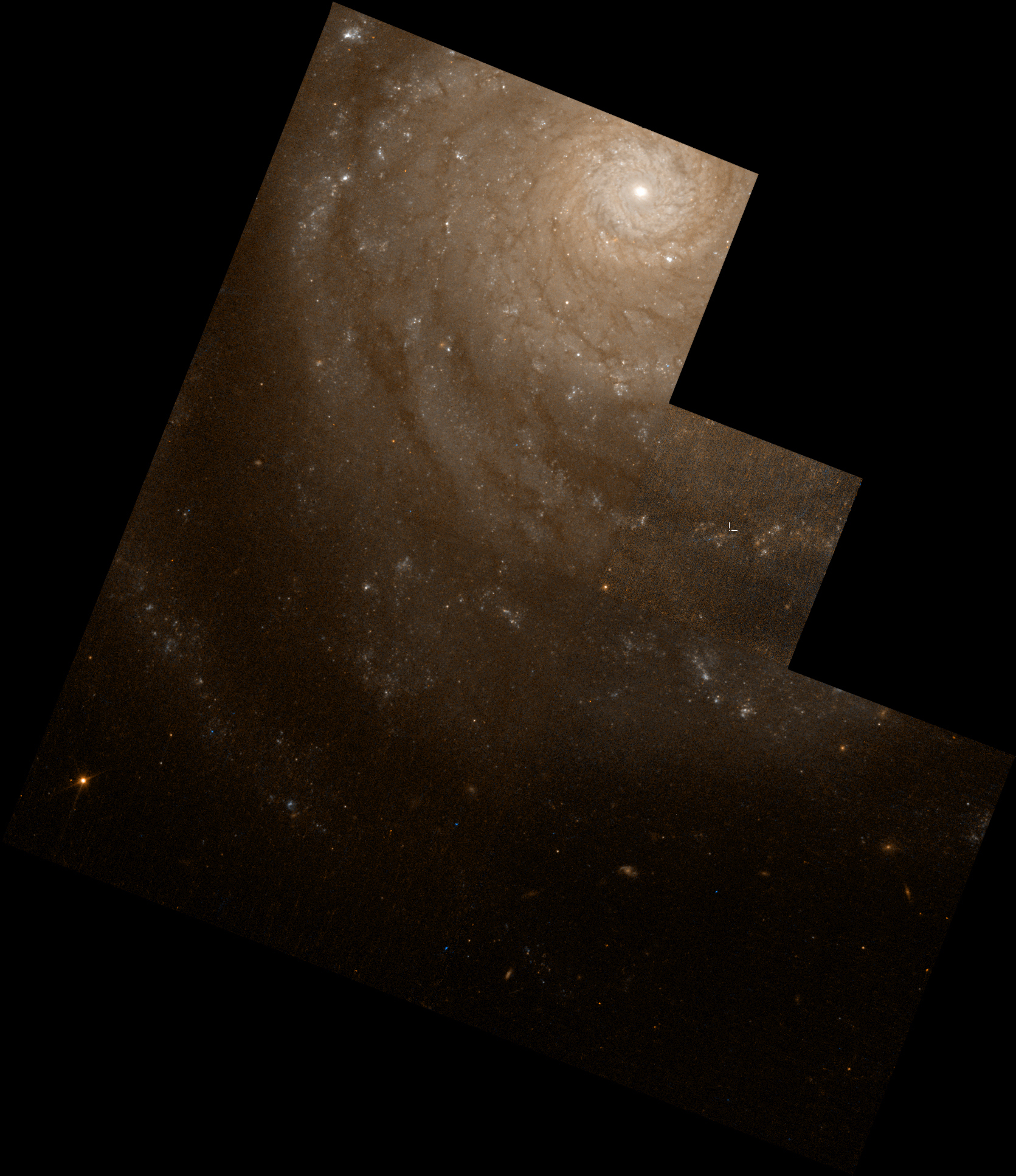
NGC 3938 par le télescope spatial Hubble.

NGC 3938 a été utilisée par Gérard de Vaucouleurs comme une galaxie de type morphologique SA(rs)c dans son atlas des galaxies,.
Eskridge, Frogel et Pogge ont publié un article en 2002 décrivant la morphologie de 205 galaxies spirales ou lenticulaires rapprochées. Les observations ont été réalisées dans la bande H de l'infrarouge et dans la bande B (le bleu). Selon Eskridge et ses collègues, NGC 3938 est de type Sc dans la bande B et Sb dans la bande H. On voit cette galaxie presque de face. Son noyau est condensé au centre et incrusté dans un bulbe brillant. NGC 3938 est une grande spirale dans le disque interne avec des bras qui deviennent très larges et qui bifurquent dans le disque externe. Les bras présentent de nombreux nœuds et on peut les suivre sur au moins 360° avant qu'ils ne s'estompent dans le ciel.

## Trou noir supermassif
Selon un article basé sur les mesures de luminosité de la bande K de l'infrarouge proche du bulbe de NGC 3938, on obtient une valeur de 106,7 {\displaystyle M_{\odot }} (5 millions de masses solaires) pour le trou noir supermassif qui s'y trouve.

## Supernova
Quatre supernovas ont été découvertes dans NGC 3938 : SN 1961U, SN 1964L, SN 2005ay et SN 2017ein.

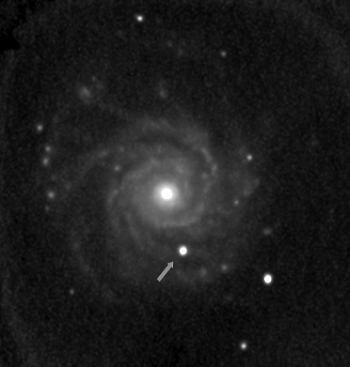
Localisation de la supernova SN 2005ay dans NGC 3938.

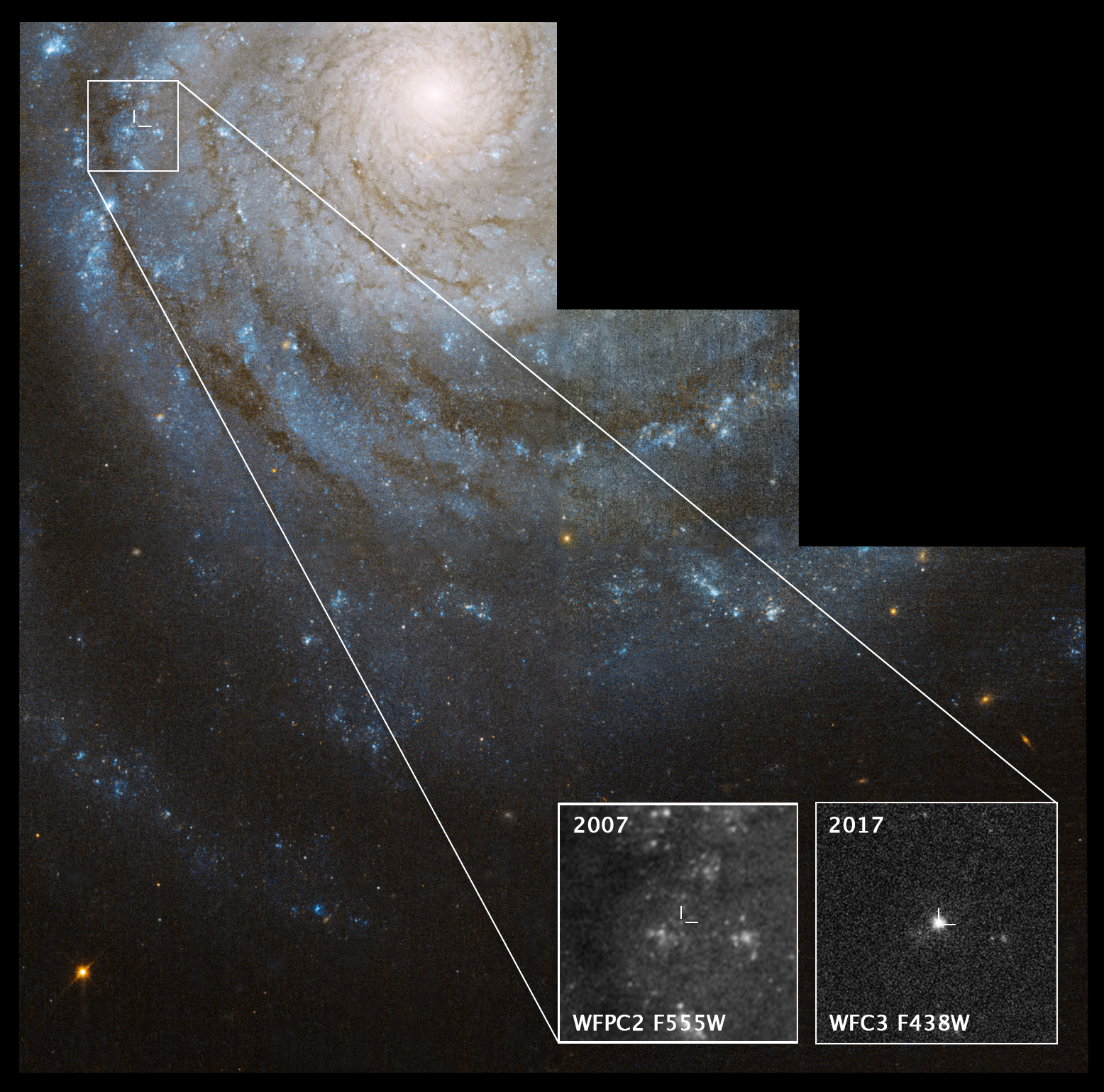
Localisation de la surpernova SN 2017ein dans NGC 3938.

### SN 1961U
Cette supernova a été découverte le 2 janvier 1962 par l'astronome suisse Paul Wild. Cette supernova était de type II.

### SN 1964L
Cette supernova a été découverte le 11 décembre 1964 par l'astronome Paul Wild. Cette supernova était de type Ic.

### SN 2005ay
Cette supernova a été découverte depuis la ville d'Hampdem dans le Maine aux États-Unis le 27 mars 2005 par l'astronome amateur Dough Rich. Cette supernova était de type II.

### SN 2017ein
La supernova SN 2017ein a été découverte dans NGC 3938 le 25 mai 2017 par l'astronome amateur britannique Ron Arbour. Cette supernova était de type Ic et sa magnitude au moment de sa découverte était de 14,6.

## Groupe de NGC 4051 et de M101
Selon A.M. Garcia, la galaxie NGC 3938 fait partie d'un groupe de galaxies qui compte au moins 19 membres, le groupe de NGC 4051. Les autres membres du groupe sont NGC 3906, NGC 4051, NGC 4096, NGC 4111, NGC 4117, NGC 4138, NGC 4143, NGC 4183, NGC 4218, NGC 4288, NGC 4346, NGC 4389, IC 750, UGC 6805, UGC 6818, UGC 6930, UGC 7089 et UGC 7129.
D'autre part, dans un article publié en 1998, Abraham Mahtessian indique que NGC 3938 fait partie d'un groupe plus vaste qui compte plus de 80 galaxies, le groupe de M101. Plusieurs galaxies de la liste de Mahtessian se retrouvent également dans d'autres groupes décrits par A.M. Garcia, soit le groupe de NGC 3631, le groupe de NGC 3898, le groupe de M109 (NGC 3992), le groupe de NGC 4051, le groupe de M106 (NGC 4258) et le groupe de NGC 5457.
Plusieurs galaxies des six groupes de Garcia ne figurent pas dans la liste du groupe de M101 de Mahtessian. Il y a plus de 120 galaxies différentes dans les listes des deux auteurs. Puisque la frontière entre un amas galactique et un groupe de galaxie n'est pas clairement définie (on parle de 100 galaxies et moins pour un groupe), on pourrait qualifier le groupe de M101 d'amas galactique contenant plusieurs groupes de galaxies.

## Amas de la grande Ourse et superamas de la Vierge
Les groupes de NGC 4051 et de M101 font partie de l'amas de la Grande Ourse, l'un des amas galactiques du superamas de la Vierge.